# Zhong Shanshan
Zhong Shanshan (chinesisch 钟睒睒, Pinyin Zhōng Shǎnshǎn; * 1954 in Hangzhou, Provinz Zhejiang) ist ein chinesischer Unternehmer, der Nongfu Spring, das größte Getränkeunternehmen in China, gründete und leitet. Er ist auch Gründer des Pharmaunternehmens Beijing Wantai Pharmacy Enterprise. Laut Forbes betrug sein Vermögen im Juni 2021 ca. 70 Milliarden US-Dollar, womit er die reichste Person in China ist und zu den reichsten Menschen weltweit gehört.

## Leben
Zhong brach die Schule in der sechsten Klasse im Alter von 12 Jahren während des Chaos der chinesischen Kulturrevolution ab, als seine Eltern zusammen mit vielen anderen Zivilisten von den Behörden verfolgt wurden. Später arbeitete er in verschiedenen Berufen, darunter als Bauarbeiter, Nachrichtenreporter und Getränkeverkäufer. Er verkaufte auch Potenzmittel, bis ihm von den Behörden die Erlaubnis dazu entzogen wurde, weil diese an ihrer Wirksamkeit zweifelten. 1993 gründete er schließlich das Pharmaunternehmen Wantai und 1996 das Getränkeunternehmen Nongfu Spring. Im Jahr 2020 gingen beide Unternehmen an die Börse.